# Nexus 4/Shine
Éste es el primer doble a-side sencillo de L'Arc~en~Ciel desde el año 2000 con NEO UNIVERSE / finale. Ambas canciones están compuestas por el bajista y líder de la banda, tetsu, y surgen antes incluso de la grabación de su anterior álbum KISS. SHINE se escuchó por primera vez en abril de 2007 ya que es el opening del anime Seirei no Moribito. A pesar de que los fanes esperaban un lanzamiento inmediato de dicha canción y que había sido interpretada en las giras posteirores, no se lanzó hasta año y medio después. Por otra parte, NEXUS 4 es la canción oficial de la campaña publicitaria del automóvil SUBARU Legacy en Japón. El videoclip para esta canción se rodó en un edificio en la capital japonesa de Tokio a 150 metros de altura. Fue el primero después de diez sencillos en no incluir una versión de P'UNK~EN~CIEL.
Debido a las actividades en solitario en la que estaban envueltos varios de los miembros de la banda en la fecha de lanzamiento, la promoción para est sencillo fue inesperadamente nula exceptuando ese contrato publicitario y algunas actuaciones en televisión. A pesar de ello, una vez más L'Arc~en~Ciel ocupó de las posiciones más altas en ventas, la segunda, sólo superados por el sencillo del dúo Kinki Kids, los cuales poseen el récord guiness de haber colocado todos sus sencillos desde su debut en número #1.  

## Lista de canciones
| #  | Título                     | Compuesta por:               |
| -- | -------------------------- | ---------------------------- |
| 1. | NEXUS 4                    | hyde (letra), tetsu (música) |
| 2. | SHINE                      | hyde (letra), tetsu (música) |
| 3. | NEXUS 4 (hydeless version) | hyde (letra), tetsu (música) |
| 4. | SHINE (hydeless version)   | hyde (letra), tetsu (música) |

## Lista de ventas
| Lun | Mar | Mie | Jue | Vie | Sab | Dom | Posición Semanal | Ventas  |
| --- | --- | --- | --- | --- | --- | --- | ---------------- | ------- |
| -   | #2  | #2  | #2  | #2  | #3  | #3  | #2               | 109.752 |
| #10 | #9  | #9  | #11 | #14 | #9  | #9  | #10              | 13.590  |
| #9  | #9  | #26 | #20 | #22 | #21 | #22 | #21              | 5.724   |
| #22 | #23 | #25 | #34 | #39 | #39 | #42 | #40              | 2.477   |
| #47 | #-- | #-- | #-- | #-- | #-- | #48 | #--              | 1.381   |
| 42  | -   | -   | -   | -   | -   | -   | 77               | 932     |

- Ventas totales: 133.856[1]